# Ehrlich Brothers
Die Ehrlich Brothers, bestehend aus den Brüdern Andreas Ehrlich (* 1. Februar 1978 in Herford, als Andreas Reinelt) und Chris Ehrlich (* 19. Februar 1982 in Herford als Christian Reinelt), sind ein deutsches Zauberkünstler-Duo. Ihnen wurden vom Rekord-Institut für Deutschland, nach Eigenangaben einem deutschen Pendant zu Guinness World Records Limited, mehrere Weltrekorde zugesprochen.

## Leben
Die Brüder experimentierten schon als Kinder mit einem Zauberkasten, den Andreas mit acht Jahren zu Weihnachten bekam. Christians Einstieg in die Zauberei begann mit einem Schüleraustausch. Nach dem Zivildienst als Rettungssanitäter studierte Andreas zunächst vier Semester Sport und Mathematik auf Lehramt. Christian war, ebenso nach dem Zivildienst als Rettungssanitäter, für das Studium für Anglistik und Romanistik auf Lehramt eingeschrieben, absolvierte aber dann eine Ausbildung zum staatlich geprüften Pyrotechniker. Nebenher zauberten sie unter den Künstlernamen Andy McJoy bzw. Chris Joker unabhängig voneinander und gewannen diverse Auszeichnungen. Beide wurden in ihrem siebzehnten Lebensjahr in den Magischen Zirkel von Deutschland aufgenommen.
Im Jahr 2000 beschlossen die Brüder, als Duo zu agieren. Sie waren bis 2012 weiter im B2B-Bereich tätig, änderten allerdings 2004 ihren Namen in Ehrlich Brothers. Sie wollten sich, anders als andere Magier, nicht in eine „übersinnliche und schwarzmagische Ecke“ stellen lassen. Sie verstanden sich als Entertainer und wollten ihre Illusionen als in der Wirklichkeit verwurzelte klassische Unterhaltung präsentieren. Fortan traten sie nur noch zu zweit auf. Zusammen entwickelten sie, angelehnt an Siegfried und Roy, aufwändige Bühnenshows, in denen viele der Illusionen selbst ausgedacht, konzeptioniert und gebaut sind. So scheinen sie, auf der Bühne Eisenbahnschienen mit bloßen Händen zu verformen oder innerhalb von Sekunden Bäume sprießen zu lassen, an denen Früchte wachsen. Die Bühnenshows sind, ihren Vorbildern gemäß, für große Bühnen entworfen. 2011 bekamen sie ein Angebot von David Copperfield, der ihre Illusionen „Schnee“ und „Orangenbaum“ abkaufen wollte, was die beiden jedoch ablehnten. Im Jahr 2012 verließen sie ihr Hauptbusiness im B2B-Bereich und treten seitdem mit verschiedenen Tourneen und einzelnen TV-Shows auf: Unter anderem waren sie im Juli 2012 vor 10.000 Zuschauern in der TUI Arena in Hannover, 2013 in der NDR Talk Show und 2014 auf dem Metal-Festival Wacken Open Air sowie bei Verstehen Sie Spaß? zu sehen.
Im Jahr 2020 traten sie aus dem Magischen Zirkel von Deutschland aus, nachdem sie einen Verweis wegen Trickverrats erhalten hatten. Andreas und Christian hatten während der Corona-Pandemie einige kleine Zaubertricks erklärt, die man, laut Aussagen der beiden und anderer Zauber-Kollegen, schon des Öfteren im Netz sehen konnte und die nicht für eine Zaubershow eines Profizauberkünstlers geeignet sind.
2021 waren beide als Juroren auf RTL bei Das Supertalent tätig.
2022 eröffneten sie das House of Magic, ein Erlebnismuseum in der EXPOHALLE im Centro Oberhausen. Zu sehen sind im House of Magic Experimente zum Mitmachen und verschiedene Exponate, unter anderem aus den (Ehrlich-Brothers)-Shows. Auf über 3000 m² sind 19 Räume (eine magische Werkstatt, der Koffer der Ehrlich Brothers von innen, eine Garderobe etc.) gestaltet.
Am 2. November 2024 gewannen sie bei Schlag den Star als bisher bestes Duo, weil sie im Laufe der Show lediglich das 10-Punkte Spiel verloren. Sie gaben ihren Gewinn von 100.000 Euro in eine Stiftung in Verbindung mit ihrer Sendung Magic Moves.
In Zusammenarbeit mit dem italienischen Clementoni-Verlag haben sie inzwischen auch einige Zauberkästen und Adventskalender für Kinder auf den deutschen Markt gebracht, die allerdings von Fachleuten negativ bewertet werden. Der Fokus der beiden liegt hier vor allem auf einer verständlichen Erklärung für Kinder, was sich unter anderem durch Videos auszeichnet, die zu jedem Zaubertrick extra aufgenommen wurden.
Laut Angaben von Stefan Schornstein (S-Promotion) spielten die Ehrlich Brothers in 10 Jahren bis zum 15. Juni 2025 1124 Shows mit insgesamt drei Jahren Bühnenpräsenzzeit und waren 2024/25 der erfolgreichste Liveact mit über 1 Millionen verkaufter Tickets und einer insgesamten Ticketverkaufszahl von über 4,5 Millionen.
Andreas Ehrlich ist verheiratet und hat drei Kinder. Beide Brüder wohnen im Kreis Herford.

## Firmensitz
Der Firmensitz der Ehrlich Entertainment GmbH & Co. KG liegt in Bünde im Stadtteil Hüffen. Dort werden die Sets der Zaubertricks auf über 1000 Quadratmetern entwickelt und die Bühnenshows vorbereitet. Andreas und Chris Ehrlich beschäftigen hier aktuell mehr als 40 fest angestellte Mitarbeiter. Es gibt eine Werkstatt, einen Büroteil sowie eine Probehalle, die sich bereits für die Tour Dream & Fly von der Kapazität nicht mehr für die gesamte Show zum Proben eignet.

## Shows
| Name                                                              | Jahre      | Datum Aufzeichnung         | Ort Aufzeichnung                                                 | Erstausstrahlung                                                                       | Sender    | Anmerkungen                                                                            |
| ----------------------------------------------------------------- | ---------- | -------------------------- | ---------------------------------------------------------------- | -------------------------------------------------------------------------------------- | --------- | -------------------------------------------------------------------------------------- |
| Zauberhafte Zeiten                                                | 2003       |                            |                                                                  |                                                                                        |           | Als FISM-Vorbereitungstournee für Chris                                                |
| Magic Worldwide                                                   | bis 2012   |                            |                                                                  |                                                                                        |           |                                                                                        |
| Fabrik der Träume (als Bühnenshow)                                |            |                            |                                                                  |                                                                                        |           |                                                                                        |
| Magie – Träume erleben                                            | 2012–2016  | 30. März 2014              | TUI Arena Hannover                                               | 29. August 2015                                                                        | RTL       |                                                                                        |
| Magic – Die einmalige Stadionshow                                 | 2016       | 11. Juni 2016              | Commerzbank Arena Frankfurt                                      | 17. September 2016                                                                     | RTL       |                                                                                        |
| Faszination                                                       | 2016–2019  | 28. Mai 2017               | Barclaycard Arena Hamburg                                        | 20. Oktober 2017                                                                       | RTL       |                                                                                        |
| Showdown der weltbesten Magier                                    | 2017, 2018 |                            | F1, F2: Halle Münsterland Münster F3, F4: Porschearena Stuttgart | F1: 03. November 2017 F2: 30. Dezember 2017 F3: 26. August 2018 F4: 23. September 2018 | RTL       |                                                                                        |
| Zauberwelten                                                      | 2018       | 14. Juli 2018              | Porsche Arena Stuttgart                                          | 30. November 2018                                                                      | RTL       | Öffentliche Generalprobe am 13. Juli 2018                                              |
| FLASH – Die neue Stadionshow / Die große Jubiläumsshow im Stadion | 2019       | 15. Juni 2019              | Merkur Spiel Arena Düsseldorf                                    | 29. November 2019                                                                      | RTL       |                                                                                        |
| Dream & Fly                                                       | 2019–2024  |                            | Lanxess Arena Köln                                               | 27. August 2022                                                                        | RTL       |                                                                                        |
| Ehrlich Brothers Magic School                                     | 2020       |                            | Ehrlich Entertainment Bünde                                      | F1: 13. November 2020 F2: 22. November 2020 F3 – F8: 28. Dezember 2020                 | Super RTL |                                                                                        |
| Fabrik der Träume                                                 | 2020       |                            | Ehrlich Entertainment Bünde                                      | 02. Dezember 2020                                                                      | RTL       |                                                                                        |
| Fabrik der Träume Teil 2                                          | 2020       |                            | Ehrlich Entertainment Bünde                                      | 11. Dezember 2020                                                                      | RTL       |                                                                                        |
| Die Magic-Show in eurem Wohnzimmer                                | 2020       |                            |                                                                  |                                                                                        |           | Onlineshow vom 26. und 31. Dezember 2020                                               |
| Die Magic-Show in eurem Wohnzimmer – Das Osterspecial             | 2021       |                            |                                                                  |                                                                                        |           | Onlineshow vom 04. und 05. April 2021                                                  |
| Die neue Fabrik der Träume                                        | 2021       |                            | Ehrlich Entertainment Bünde                                      | 31. Oktober 2021                                                                       | RTL       |                                                                                        |
| Wunderzeit                                                        | 2023       | 22. und 23. September 2023 | Festhalle Frankfurt                                              | 28. Oktober 2023                                                                       | RTL       | Mit öffentlichen Proben am 01. und 02. September 2023 in Rudolf Weber Arena Oberhausen |
| Zaubersturm                                                       | 2024       | 14. bis 16. Juni 2024      | Olympiahalle München                                             | 23. November 2024                                                                      | RTL       |                                                                                        |
| Diamonds                                                          | 2024–2026  | 14. und 15. Juni 2025      | Westfalenhalle Dortmund                                          | 27. September 2025                                                                     | ZDF       |                                                                                        |
| Diamonds – The Mind Blowing Magic Show                            | 2025       |                            |                                                                  |                                                                                        |           | USA Tournee mit Preview am 05. Juli 2025 in der Jahrhunderthalle Frankfurt             |
| NO LIMITS - DIE GROSSE STADIONSHOW                                | 2026       | 13. Juni 2026              | Deutsche Bank Park Frankfurt                                     |                                                                                        |           |                                                                                        |

## TV-Produktionen
Zusammen mit RTL zeichneten die beiden einige ihrer Bühnenshows auf und präsentierten sie in der Primetime.
Neben den aufgezeichneten Bühnenshows gestalteten sie auch Formate eigens für das TV.

### Magic Moves
Unter dem Titel Magic Moves wurde im Juli 2024 ein Social-Factual-Format für das ZDF produziert, das einen neuen Ansatz in der Therapieform für Kinder mit Hemiparese untersucht.
Die Ehrlich Brothers sind hier als Begleitung für die Kinder unter anderem für die Entwicklung von Zaubertricks verantwortlich, bei denen das Erlernen derer zu einer Besserung der halbseitigen Lähmung beitragen soll. Das zweiwöchige Zaubercamp, was therapeutisch und wissenschaftlich unter anderem von der LMU München, der Schönklinik Vogtareuth und dem Kinderzentrum Maulbronn begleitet wird, wird ebenso von den Ehrlich Brothers moderiert.
Aufbereitet wurde es im Dezember 2024 im ZDF als speziell auf Kinder zugeschnittenes KIKA-Format mit dem Titel Magic Moves Kids ausgestrahlt.
2025 ist das Format als Best Development zum Deutschen Entertainment Award nominiert.

### Dokumentationen
Neben verschiedenen Backstage Videos, wie unter anderem Tourvlogs während der Show Diamonds gewähren die Ehrlich Brothers auch in verschiedenen Dokumentationen Einblick in ihre Tourneen, als auch in ihr Leben.
Die Zauberhafte Welt der Ehrlich Brothers zeigte 2017 erstmalig dokumentarisch aufgearbeitete Einblick in das Leben der beiden und wurde passend nach einer ihrer TV-Formate erstmals bei RTL gezeigt.
Mit Backstage: Die Ehrlich Brothers – Die Magie hinter der DIAMONDS-Show wird im ZDF vor allem ein Einblick in ihre TV-Produktion von Diamonds in der Westfalenhalle Dortmund gezeigt, begleitet die beiden aber auch Backstage und beleuchtet einige Punkte ihres Lebens.
Ehrlich Brothers – Road to Las Vegas. Die große USA-Tour ist eine 3-teilige Dokumentation, in welcher sie von ZDFneo auf ihrer ersten Tournee durch die USA begleitet werden.

## Diskografie
Studioalben
- 2019: Flash – The Magic Album
- 2022: In der Weihnachtsbäckerei
- 2023: Dream and Fly
- 2024: Diamonds

## Auszeichnungen (Auszug)
- 1993 – Deutscher Jugendmeister der Magie (Andreas)[4]
- 1994 – 2. Platz bei dem Berliner Wettbewerb Prix Juventa Magica[25][26][4] (Andreas)
- 1994 – Auszeichnung beim Berliner Wettbewerb Prix Juventa Magica für die originellste Darbietung vom Magischen Nordlichter e.V. (Andreas)[4]
- 1995 – Deutscher Jugendmeister im Zaubern (Andreas)[25][27][4]
- 1996 – Westdeutscher Vizemeister der Comedy-Zauberei[25] (Andreas Reinelt als Andy McJoy)
- 1996 – Qualifikation für die Senioren-Weltmeisterschaften (Andreas)[4]
- 1996 – 3. Platz in der Sparte Comedy bei der Deutschen Meisterschaft der Zauberkunst in Dresden[28] (Andreas)
- 1998 – Westdeutscher Vizemeister der Comedy-Zauberei (Andreas)[4]
- 1999 – 3. Platz bei den Deutschen Jugendmeisterschaften im Zaubern (Chris)
- 2000 – Ken-Brooke-Preis für die publikumswirksamste Darbietung/Show[25] (Chris)[29]
- 2000 – Goldmedaille beim internationalen Wettbewerb Prix Juventa Magica in Berlin[26] (1.Platz) (Chris)
- 2000 – Sonderauszeichnung des MZvD (Chris)[29]
- 2001 – Ostdeutscher Meister der Mental-Magie (Chris)[29]
- 2001 – Norddeutscher Meister der Zauberei (Chris)[29]
- 2002 – 2. Platz in der Sparte Allgemeine Magie mit Vortrag bei der Deutschen Meisterschaft der Zauberkunst in Leverkusen[30] (Chris)
- 2002 – 2. Platz in der Sparte Mentalmagie bei der Deutschen Meisterschaft der Zauberkunst in Leverkusen[30] (Chris)
- 2002 – Deutscher Vizemeister der Zauberei[31][29] (Chris)
- 2003 – 2. Platz in der Sparte Parlour Magic(Salonzauberkunst) bei der FISM-Weltmeisterschaft in Den Haag[25][32][33] (für Christian Reinelt als Chris Joker)
- 2003 – 3. Platz in der Sparte Mentalmagie bei der FISM-Weltmeisterschaft in Den Haag[25][32][33] (für Christian Reinelt als Chris Joker)[34]
- 2003 – Auszeichnung des Magischen Zirkels von Deutschland als „Magier des Jahres“[35] (Chris; Verleihung am 1. Mai 2004 in Pullach im Rahmen einer internationalen Gala)[36]
- 2004 – Auszeichnung des Magischen Zirkels von Deutschland als „Magier des Jahres“[25] (Beide)
- 2013 – Auszeichnung des Magischen Zirkels von Deutschland als „Magier des Jahres“[25][37][38][39] (Beide)
- 2013 – Live Entertainment Award[25] für die beste Kooperation (zusammen mit der Dirk Rossmann GmbH)[40]
- 2015 – Aufnahme in älteste Zauberergemeinschaft "Magic Circle" in Großbritannien[41]
- 2016 – Weltrekordtitel für die meisten Zuschauer bei einer Zaubershow (38.503)
- 2016 – Zaubertrick mit den meisten beteiligten Zuschauern (8.574)[42]
- 2016 – Auszeichnung des Magischen Zirkels von Deutschland als „Magier des Jahres“ (Beide)[43][31]
- 2019 – Weltrekordtitel für die meisten Zuschauer bei einer Zaubershow (40.211)[44]
- 2019 – Zaubertrick mit den meisten beteiligten Zuschauern (36.190)[44]
- 2019 – Längster Fanbrief der Welt bei: „FLASH – Die neue Stadionshow“ (23,023 km)[44][45]
- 2020 – Mandrakes d'honneur[46]
- 2022 – The David Devant Award[47]
- 2025 – "Ehren Magica für besondere Verdienste um die Zauberkunst" (Beide; Verleihung am 5. April 2025 in der OWL Arena vom Präsidenten des MZvD)[48]
- 2025 – Den "Doppelhammer" für 10 Jahre Tournee von S-Promotion (Beide; Übergeben am 15. Juni 2025 von Stefan Schornstein im Rahmen der TV-Aufzeichnung von Diamonds)